# Nebrioporus scotti
Nebrioporus scotti är en skalbaggsart som först beskrevs av Omer-cooper 1931.  Nebrioporus scotti ingår i släktet Nebrioporus och familjen dykare. Inga underarter finns listade i Catalogue of Life.